# Giulio De Marchi
Giulio De Marchi (Canneto Pavese, 6 agosto 1890 – Milano, 15 marzo 1972) è stato un ingegnere italiano.

## Biografia
Figlio di Luigi De Marchi e Rosa Porro, studiò prima a Pavia e poi a Padova dove si trasferì con la famiglia. Laureato in ingegneria civile all'Università di Padova nel 1912, dal 1922 si dedicò all'insegnamento universitario dopo aver vinto il concorso per la cattedra di idraulica, prima a Pisa e dal 1928 fino al 1960 al Politecnico di Milano. 
Socio dell'Accademia dei Lincei, fu membro del Consiglio superiore dei lavori pubblici (1931-1958) e del CNR (1928-1965). Diresse il Servizio idrografico italiano fino al 1931 e fu presidente della giunta direttiva della Commissione interministeriale per lo studio della sistemazione idraulica e dell difesa del suolo, detta anche Commissione De Marchi, costituita nel 1967.